# فرشته و شیطان
فرشته و شیطان (انگلیسی: Devil and Angel) فیلمی در ژانر کمدی است که در سال ۲۰۱۵ منتشر شد. از بازیگران آن می‌توان به سان لی اشاره کرد.